# Brotherella deplanatula
Brotherella deplanatula là một loài Rêu trong họ Sematophyllaceae. Loài này được (Cardot) Broth. mô tả khoa học đầu tiên năm 1925.